# Parafia Matki Bożej Wspomożenia Wiernych w Whyalla
Parafia Matki Bożej Wspomożenia Wiernych w Whyalla – parafia rzymskokatolicka, należąca do diecezji Port Pirie, erygowana w 1930 roku.